# 童話

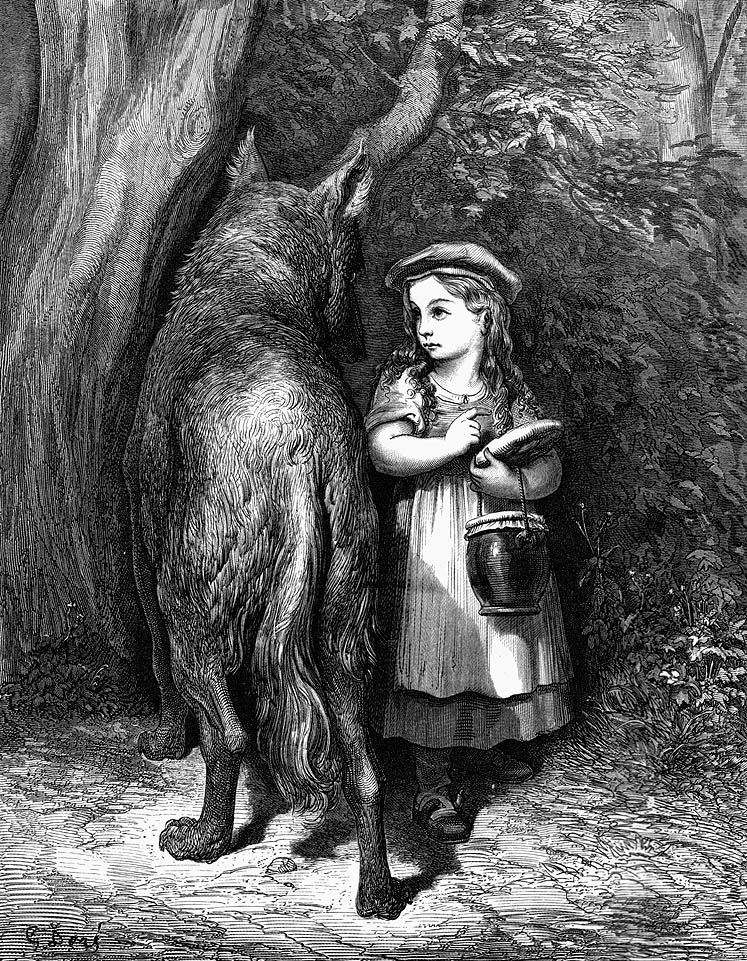
ギュスターブ・ドレによる『赤ずきん』の挿絵

童話（どうわ）とは、児童が読む、または親などの大人が幼年児童に読み聞かせる子ども向けの、民話、伝説、神話、寓話、創作された物語等である。創作童話の多くは幼年、児童向けの短篇作品をさす。最も古い童話論は「童話は乳母のするおとぎ話である」というプラトンの論である。

## 日本における概念
江戸時代より学者や作家である山東京伝や曲亭馬琴らが「童話」と記して「むかしばなし」や「わらべものがたり」と読ませていたように昔話を指す言葉であったため大正時代頃までは、高木敏雄の『童話の研究』（1916年）などに代表されるように昔話研究などで「童話」という言葉が使われていた。一方、明治時代に巖谷小波は幼年児童向けの読み物に「お伽噺」という語を用いて出版やお話し会などの活発な活動をおこなっていた。その後、1918（大正7）年創刊の鈴木三重吉主宰『赤い鳥』の頃より「お伽噺」ではなく「童話」という呼称を使い出し、競合誌に『童話』（1920年）も創刊されて一般に用いられるようになった。アンデルセン童話の影響もあったと思われるが、『赤い鳥』でも当初は、昔話の意味合いだったが次第に創作童話も含むようになり、一般に子ども向け（幼年から少年）全般の文学に対して用いられるようになり、これが現在でも引き継がれている。ただ、子ども向け全般の用語としては、昭和時代以降は「童話」に代わって「児童文学」という言葉が使われるようになっている。この際、「童話」は文学の一ジャンルとしてメルヘン、ファンタジーを示し、小説やノンフィクションなどと区別している。
絵本や紙芝居といった媒体になっていることが多いが、口伝である口演童話の場合もある。時代を経て児童向けに変わってきた民話や伝説や教訓や社会常識を伝えるために動物などの姿を借りて物語となった寓話なども含むほか、新しく創作されたものを創作童話と称する。

## 目的
幼児期の子どもに言葉や文字を学ばせたり、美的感覚、善悪の判断等の情操教育や想像力や価値観を育てたり、親子でコミュニケーションをとったりすること等である。

## 傾向
昔話的な童話においては、子どもが興味を持てるような内容で、教育的な面を含んでいるため次のような傾向にあると言われていた。しかし、文学的な現代童話はこれに対するアンチテーゼとして多彩な傾向が示されるようになった。
- 子どもが容易に想像できて子どもが好感が持てる主人公が登場する。そのため動物など擬人化された存在である場合が多かった。
- 行動に明確な結果が待っていて教訓となっている。善行には褒美、悪行には罰というように因果応報的な展開や結末（以下の残虐性の項を参照のこと）。
- 子どもが飽きるほど長い時間がかかる物語ではなく詩的・象徴的なものが多かった。これに対して『ながいながいペンギンの話』（いぬいとみこ、1957年）や『いやいやえん』（中川季枝子、1962年）などが書かれるようになった。

### 残酷性
昔の童話（＝昔話）には、悪者の行う行為やそれに対する報いや制裁がかなり残酷な話も少なからずある。例えば元々の『白雪姫』では、姫を苦しめ続けた継母（グリム初版では実母）は真っ赤に焼けた鉄の靴を履かせられ、死ぬまで踊りつづけさせるといった結末のものや、日本のものでは『かちかち山』の狸は、おばあさんを殺して汁にし、それを「狸汁」と称しておじいさんに食べさせるなどがある。これらの多くの話は、たいていの場合、子どもが見るということから考慮して、描写を変えるのが通例であった。
日本で幼児向けに出版されている絵本も、残酷な場面を削る、あるいは被害者が一命を取り留めたり(かちかち山の老婆やさるかに合戦の母蟹、三匹の子豚の長男豚と次男豚など)を受けた加害者(かちかち山の狸、さるかに合戦の猿、三匹の子豚の狼、シンデレラの継母など)が最終的に改心し主人公や被害者と和解するなど、平和的な結末に「修正・改変」されているものがほとんどであった。ただし近年では、その残酷性だけにスポットを当てるのでなく作品全体を通して考えるべきとして原典に近い形で出される傾向もある。

## 大人向け作品
いわゆる童話的な体裁を持つが、想定する読者対象が大人に向いていると思われる例もある。ジャンルとしての童話であり寓意性を持ったものである。『星の王子さま』『動物農場』等はその例である。

## 作者
- アイソーポス（イソップ）（紀元前6世紀頃）　｢蝉と蟻たち」（アリとキリギリス）、すっぱい葡萄、ねずみの恩がえし、など
- シャルル・ペロー（17〜18世紀）　眠れる森の美女、赤ずきん、サンドリョンまたは小さなガラスの靴、など
- グリム兄弟（18〜19世紀）　白雪姫、ヘンゼルとグレーテル、赤ずきん、灰かぶり、など
- ハンス・クリスチャン・アンデルセン（19世紀）　マッチ売りの少女、人魚姫、醜いアヒルの子、など
- 巖谷小波
- 小川未明
- 宮沢賢治
- 新美南吉
- 坪田譲治
- 浜田廣介
- 花岡大学
- 松谷みよ子
- 今江祥智
- 別役実

## 代表的な童話・昔話
- 赤ずきん
- 石のスープ
- 糸くり三人女
- ウサギとカメ
- うりこひめとあまのじゃく
- 浦島太郎
- かわいそうなぞう
- 金太郎
- 三匹の子豚
- 狼と七匹の子山羊
- 一寸法師
- 死神の名付け親
- 白雪姫
- シンデレラ
- 長靴をはいた猫
- 裸の王様
- ヘンゼルとグレーテル
- 桃太郎
- ラプンツェル
- かえるの王様
- いばら姫

### 創作童話
- 赤い靴
- ごん狐
- ぬすびと面
- 雪の女王
- 人魚姫
- 親指姫